# Uruk
Uruk (sumersky Unug, podle Bible Erech, řecky Orchoë a arabsky وركاء Varka), archeologické naleziště známé dnes jako Warka, bylo starověké město na Blízkém východě, které se nacházelo východně od současného koryta řeky Eufrat, na starém, dnes již vyschlém rameni řeky v guvernorátu Mutanná v Iráku. Leží 93 kilometrů severozápadně od starověkého Uru, 108 kilometrů jihovýchodně od starověkého Nippuru a 24 kilometrů severozápadně od starověké Larsy. Je 30 km východně od současného města Samáwah.
Uruk je typickým nalezištěm pro tzv. urucké období. Hrál vedoucí roli v rané urbanizaci Sumeru v polovině 4. tisíciletí př. n. l. V závěrečné fázi uruckého období kolem roku 3100 př. n. l. mohlo mít město až 40 000 obyvatel, přičemž v jeho okolí žilo dalších 80 000–90 000 lidí, což z něj činilo největší městskou oblast světa v té době. Podle chronologie uvedené v Sumerském královském seznamu vládl Uruku ve 27. století př. n. l. Gilgameš. Po skončení raně dynastického období a vzestupu Akkadské říše ztratilo město svůj hlavní význam. Zažilo však období rozkvětu během isinsko-larského období, v době novoasyrské a novobabylonské, a dále během achaimenovské (550–330 př. n. l.), seleukovské (312–63 př. n. l.) a parthské (227 př. n. l. až 224 n. l.) éry, než bylo nakonec opuštěno krátce před nebo po islámském dobytí v letech 633–638.
William Kennett Loftus navštívil naleziště Uruku v roce 1849, identifikoval jej jako „Erech“, známé jako „druhé město Nimrodovo“, a vedl zde první vykopávky v letech 1850 až 1854. V mytologii a literatuře byl Uruk proslulý jako hlavní město Gilgameše, hrdiny Eposu o Gilgamešovi. Bibličtí badatelé ztotožňují Uruk s biblickým Erechem (Genesis 10:10), druhým městem, které založil Nimrod v Šineáru.

## Historie archeologických výzkumů

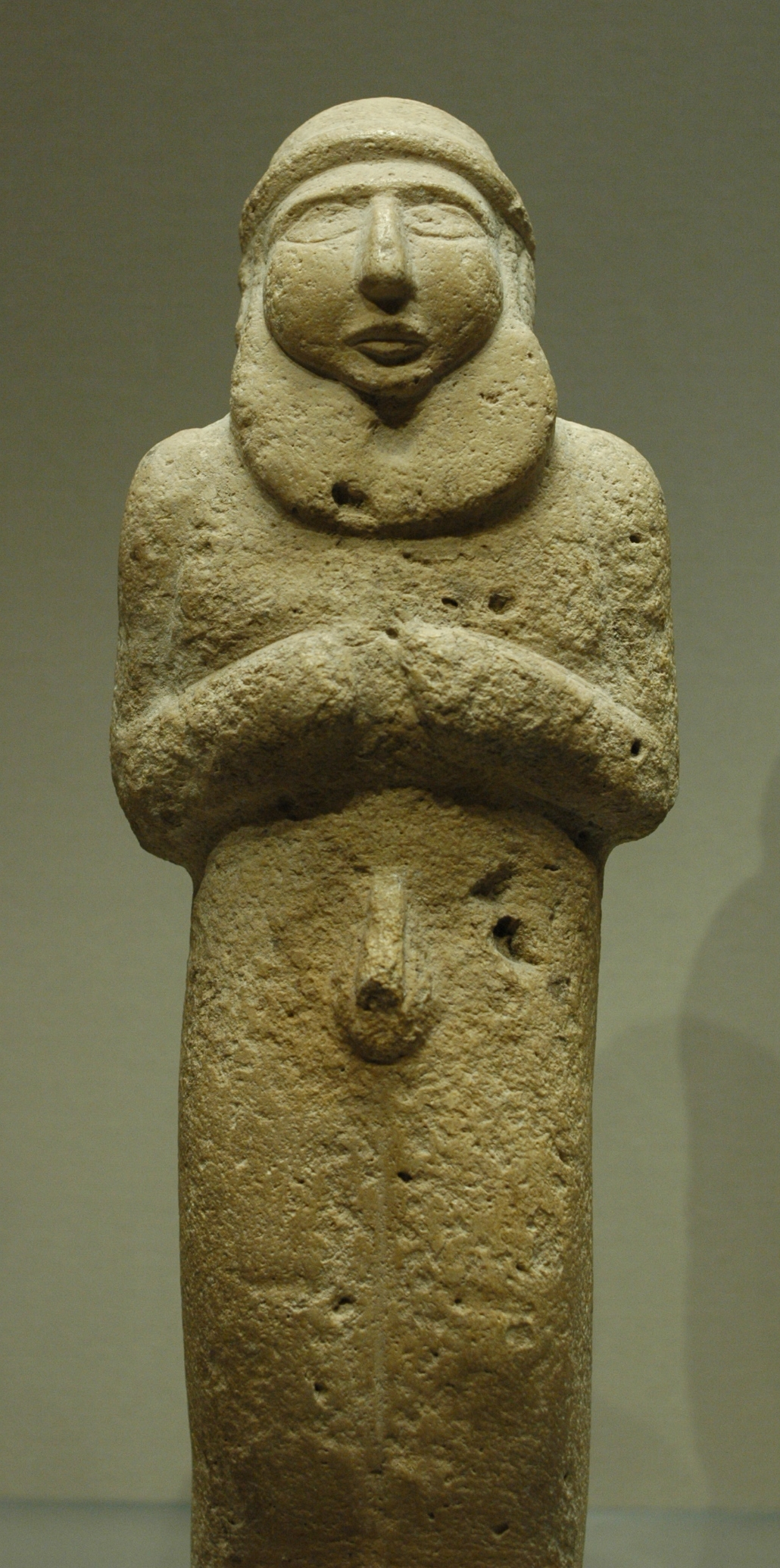
Vousatý muž z Uruku

Prvními kopáči v Uruku byli Angličané William J. Loftus a H. A. Churchill v polovině 19. století, ale ti museli před útokem beduínů narychlo ustoupit. Pak nastal čas německých expedic. Pro vědu Varku objevil r. 1902 Walter Andrae a v listopadu 1912 zde zahájil vykopávky Julius Jordan. Ten první prozkoumal pahorek Varka podrobně. Po britské okupaci Iráku byly vykopávky přerušeny a Jordan je zahájil až r. 1928. Dalšími německými archeology v Uruku byli A. Nöldeke, E. Heinrich a od r. 1954 Heinrich J. Lenzen.
Pro Heinricha Lenzena bylo prozkoumání Uruku životním posláním a vždy toužil komplexně prozkoumat posvátný okrsek Eanna – „Dům nebes“. Tato posvátná čtvrť vznikala během 5. tisíciletí př. n. l. a na jeho konci byl Uruk městem, který se pro archeologii stal pokladem.
Ve vrstvě Varka V. se objevuje v posvátné čtvrti Eanna, zasvěcené bohyni Inanně nejstarší urucký (tzv. „vápencový“) chrám, v následné vrstvě zjišťujeme, že šlo o trojlodní chrám s kamennými základy, na vnější straně zdobený pilastry, jeho rozměry byly 76×30 m. Jeho rohy jsou směrovány ke čtyřem světovým stranám. Poblíž vápencového chrámu stojí monumentální stavba nejasného účelu s osmi sloupy a čtyřmi polosloupy ve dvou řadách (na prostranství 26×18 m). Sloupy byly postaveny ze sušených cihel, sloupoví vedlo do dvora, u něhož byl další chrám (34×18 m), také trojlodní. U obou chrámů vedla z vedlejších lodí schodiště na terasovitou střechu.
Nejstarší chrámy byly později zbořeny a posvátná čtvrť Eanna přestavěna. Stará posvátná místa byla oddělena 7 m širokou ulicí od nových staveb a čtvercového náměstí (48×48 m). K němu přiléhá sloupový sál a v jeho sousedství nový chrám (označovaný „C“, rozměry 54×22 m). Zbytky ohořelých trámů jsou dokladem původního zastřešení. Na jih od chrámu „C“ stál chrám „D“, zřejmě v té době hlavní v Uruku. Měřil asi 80×51 m.
Asi 500 m od čtvrti Eanna stál Anův zikkurat. Začal vznikat ještě v době urucké, ale dostavěn byl až v následující době džemdet-nasrské, tj. v posledních dvou stoletích 4. tisíciletí. V této době Uruk zaujímal plochu přes 1 km2. Anův zikkurat zachovává trojlodní dělení (17,5×22,3 m) s centrální celou, uprostřed stojí piedestal, při jedné ze stěn je oltář, na němž stála socha božstva. Keramika v džemdet-nasrské době se vrací k dvoubarevné malbě červenočerné.
Z této doby pochází také Alabastrová váza, masivní vysoká nádoba s bohatou reliéfní výzdobou. Na horním pásmu je zobrazena žena – bohyně Innana, před ní stojí muž, asi její kněz, bez oděvu, podávající bohyni koš naplněný plodinami. V pozadí je další postava představující snad uruckého vládce. Další postavou je služebník držící v rukou vlečku či pás. Konečně je tu beran s podstavci na hřbetě, na nich stojí dvě postavy. Prostřední pás zobrazuje průvod kněží s dary, na dvou spodních pásech je symbolikou zobrazeno bohatství země – zvířata a plodiny s nedaleko tekoucí životadárnou vodou.
Do sklonku predynastického období kladou vědci i skulpturu Dámy z Varky. Jde zřejmě o část sochy představující bohyni, vytesanou do alabastru. Dámu z Varky objevil profesor Lenzen začátkem roku 1939. Mezi další předměty této doby patří i úlomek nejstarší známé kamenné stély s dvěma výjevy líčícimi lov na lvy.
Vyšší, již nesumerské vrstvy obsahovaly nálezy babylónské. Jde o posvátný okrsek Irigal zasvěcený babylónské bohyni lásky Ištaře. Mezi mladšími vykopávkami najdeme v Uruku palác starobabylónského krále Šinkašída, trosky chrámu perského boha slunce Mithry a chrám parthského boha Garea. Archeologové dále odkrývali nejen posvátné okrsky, ale i veřejné budovy, skladiště, obchody, celé ulice a pohřebiště.

## Historický vývoj

### Nejstarší doklady osídlení Uruku
První archeologické nálezy z oblasti Varky pocházejí z 1. poloviny 5. tisíciletí př. n. l. ze středního chalkolitu. V této době eridskou kulturu vystřídala kultura hádží-muhammadská. Na konci 5. tisíciletí oblast vstoupila do epochy mladého chalkolitu, která je pro Sumer přelomová. Nálezy v nejhlubší vrstvě Varky jsou četnější. Jsou položeny základy prvních opevněných měst a vznikají předpoklady ke vzniku městského státu. Jeho centrem byl monumentální chrám.

### Predynastické období
Období let 3500–3200 př. n. l. už pojmenování urucké kultury dosvědčuje, jaký význam město v rámci oblasti mělo. Keramika je poprvé vyráběna na hrnčířském kruhu, je leštěna a na vnější straně červeně, uprostřed období šedě natřena. Ve vrstvě XII. byl nalezen nejstarší otisk knoflíkové pečetě. Z mladší urucké kultury pocházejí nejstarší piktografické záznamy na světě. Typické pro tuto fázi jsou první kamenné základy staveb.

### Raně dynastická doba

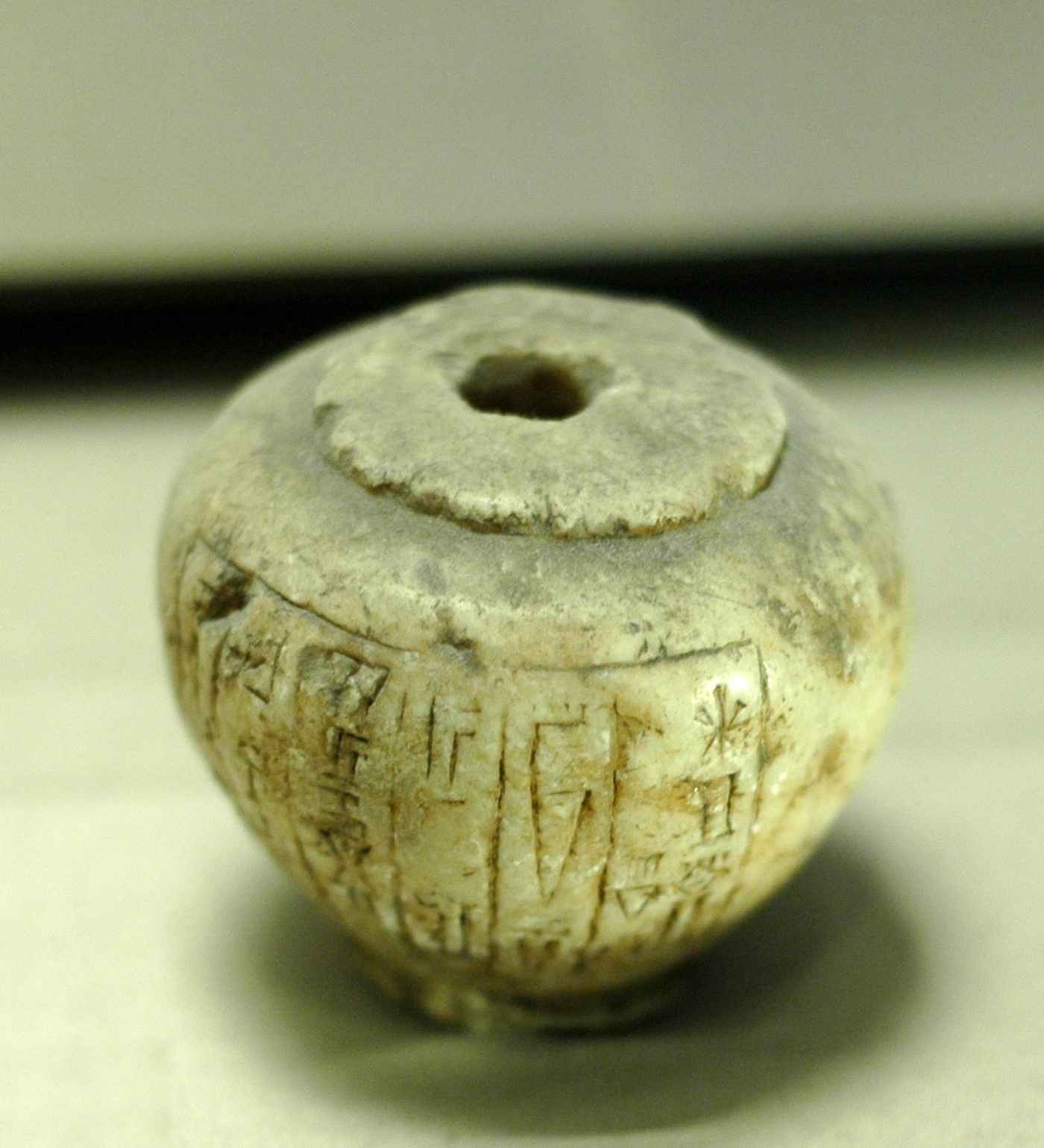
Tzv. Gilgamešův kyj

V raně dynastické době dochází ke zvětšování měst i jejich zázemí, takže jejich katastry se začínají dotýkat, vznikají hraniční spory. Hlavní budovou města se stává centrální palác. Raně dynastické období se člení do tří částí, písemné prameny jsou zpočátku útržkovité a týkají se hospodářství, posléze se objevují i jména vládců, takže můžeme např. soudit, že bájný Gilgameš byl historickou postavou. Přesto právě urucké klínopisné tabulky měly základní význam pro rozluštění tohoto písma a jazyka Sumerů.
Vyvíjí se státní organizace. Původní primitivní demokracie s postavou ensiho jako knížete a také velekněze, který dohlížel nad chrámovým hospodářstvím, se mění. Růst státu si vynucuje formu monarchie, v níž se ensi (nebo později někde lugal) opírá nikoliv o souhlas rady občanů, ale o vlastní moc. Pro něho je odděleno palácové hospodářství s podobnou strukturou jako hospodářství chrámové.
V Uruku vládnou první dvě dynastie podle Sumerského královského seznamu. Většinu jmen musíme pokládat za legendární postavy, vlastními nápisy jsou doloženi králové 2. dynastie Enšakušanna, Ergalkinišedudu a Lugalkisalsi. V době 1. dynastie je Uruk asi nejvýznamnějším sumerským městem, jehož zastínili až první lugalové z Uru. Král Lugalbanda zanechal zajímavou veršovanou zprávu o vysoušení bažinaté půdy.
Legendárním panovníkem byl hrdina nejdelšího známého sumerského eposu král Enmerkar, který žádal po vládci Aratty (snad v Íránu), aby se mu podrobil a poslal do Uruku drahé kovy a kameny a postavil v Eridu chrám. Vládce Aratty to slíbil, pokud dostane z Uruku náklad obilí. Epos dokládá existenci i význam směnného obchodu té doby. V eposu o Gilgamešovi se vypráví o válce, která vzplanula mezi tímto uruckým králem a kišským králem Aggou, jehož poslové žádali, aby se Gilgameš podrobil nadvládě Kiše. V básni doznívá ještě vzpomínka na původní uspořádání společnosti se sněmem svobodných mužů. O politickém vzestupu Uruku se hovoří i v básni Enki a Inanna.

### Pozdní Uruk

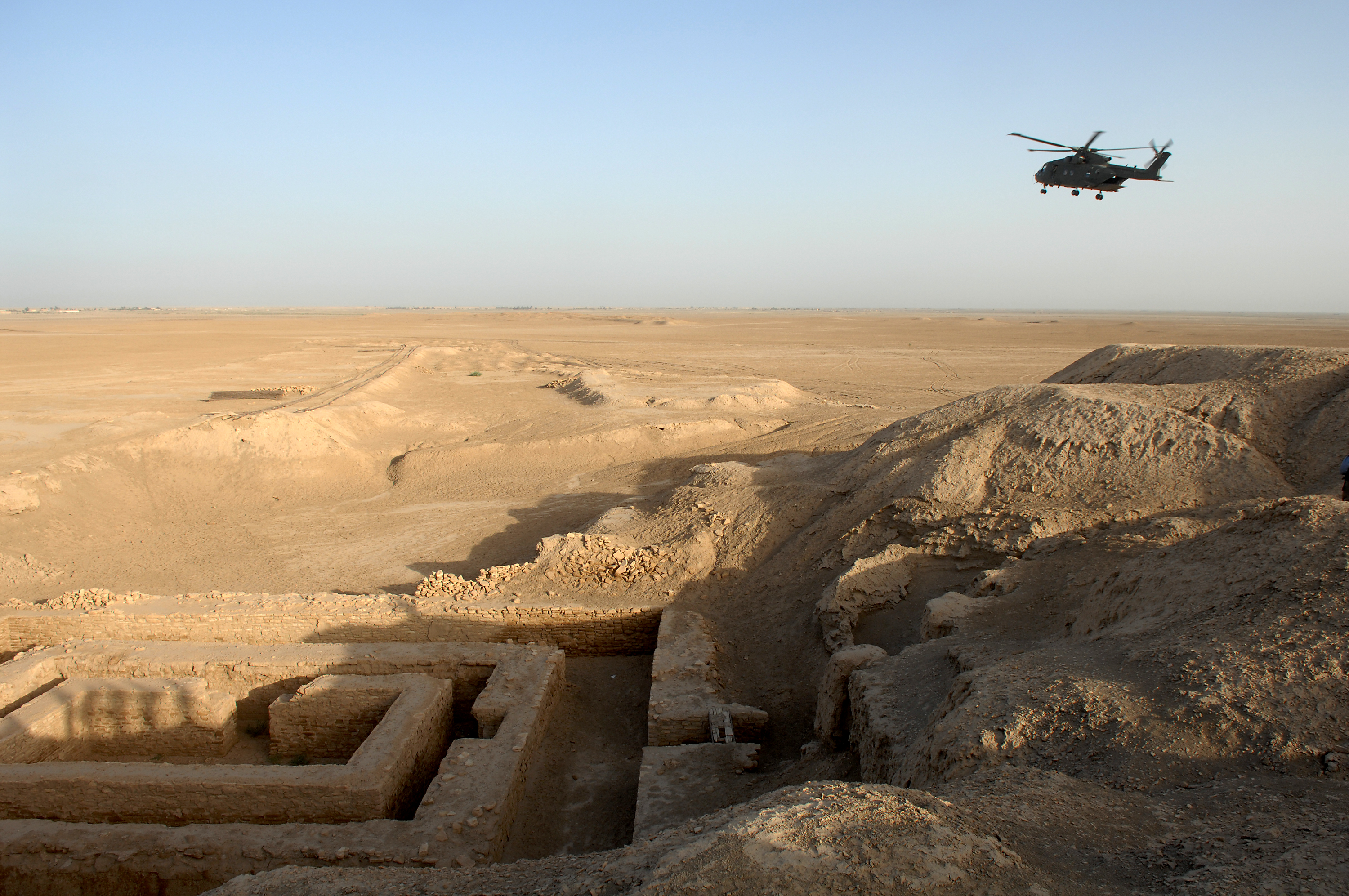
Uruk v roce 2008

Od konce raně dynastického období význam Uruku jako střediska slábne a do popředí dějin Sumeru se dostává jen na přechodná období. Uruk je poražen králem Ummy Lugalzagezzim, který se snaží Sumer vojensky sjednotit a Uruk si zvolil za své centrum. Po čtvrtstoletí však byl poražen a Uruk začleněn do Akkadské říše. To neznamenalo pro město ještě tragédii, tou byl až vpád kmene Gutejců, kteří z Uruku začali části Sumeru vládnout. Současně však právě Utuchengal z Uruku vyhnal r. 2116 př. n. l. Gutejce ze země, aby po pěti letech sám podlehl urskému lugalovi Urnammuovi, který Sumer opět sjednotil pod vládou 3. dynastie urské. V této době se stává Uruk centrem jedné z pěti provincií a dokonce se stává sídlem královny.
Po pádu Státu 3. dynastie urské se do čela sumerských měst dostává nejprve Isin a později Larsa. V Uruku již tehdy vládli amoritští vládci, kteří po oslabení Isinu několik let vládli samostatně, ale na konci 19. století př. n. l. již byli ovládáni Larsou. Nakonec se Uruk stal součástí amoritské Starobabylónská řiše. Město existovalo po celý starověk a o jeho významu v dalších obdobích svědčí nálezy z doby perské a parthské. Nešlo však už o historii města sumerského.

## Chronologická tabulka

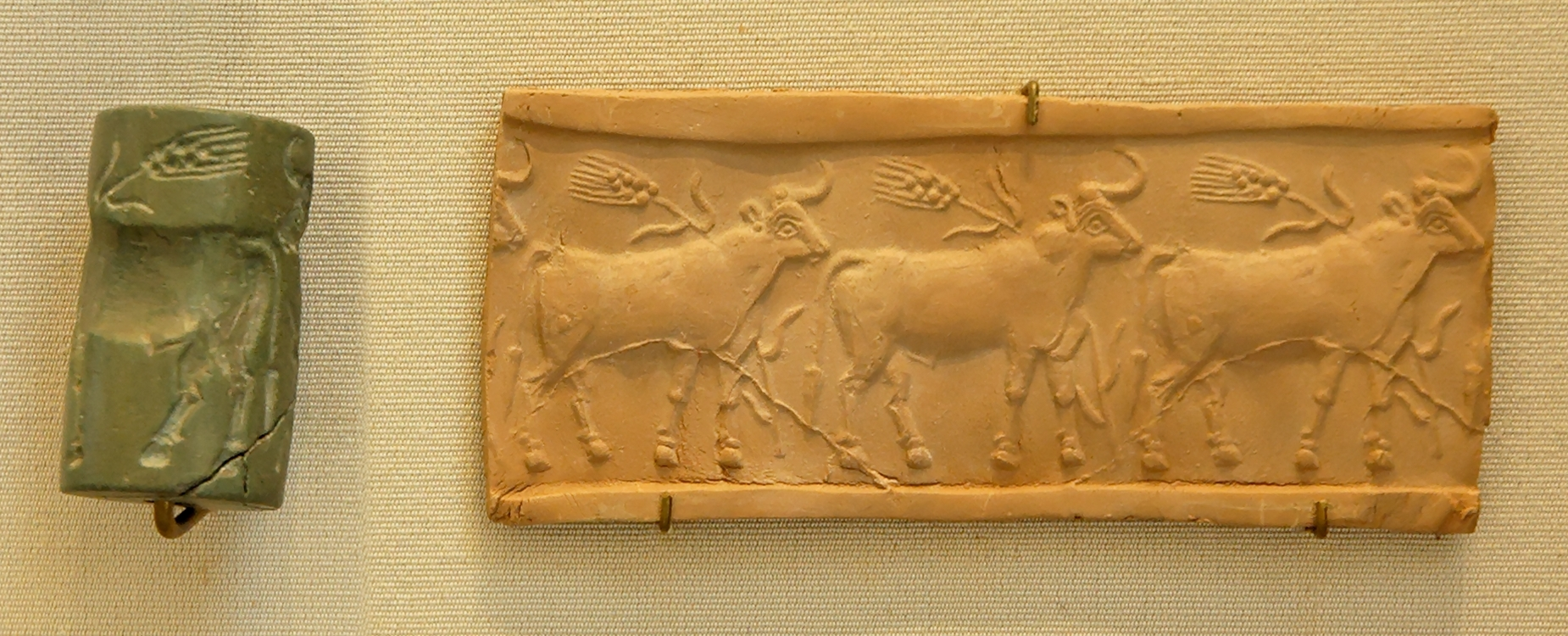
Pečetní váleček a jeho otisk

- 5000 př. n. l. – V oblasti jižně od dnešního Bagdádu vznikají první zavlažovací kanály a drenážní strouhy, při zpracování mědi se uplatňuje technologie lití do ztracena. Kopaničářství je nahrazeno orebným hospodářstvím.
- 4000 př. n. l. – Na jihu Mezopotámie vznikají první skutečná ohrazena města – Ur, Uruk, Obejd se zemědělským zázemím. Přicházejí sem Sumerové. Stavějí se monumentální budovy se zdmi s kolíkovou mozaikou, rozvinula se keramika na hrnčířském kruhu.
- 3500 př. n. l. – V Sumeru existuje několik městských států (Uru, Eridu, Ur, Nippur, v jejichž čele stojí ensi – kníže, který je současně veleknězem. Pro důležitá rozhodnutí svolává radu starších a bojovníků. V Uruku se objevuje červená a šedá keramika s vázami a soškami.
- 3200 př. n. l. – V chrámu boha Ana v Uruku napsal písař první záznam na hliněnou tabulku. Na světě se objevilo písmo. V Uruku se objevila pečetní razidla a válečky.
- 3000 př. n. l. – V Uruku stojí Anův zikkurat a Inannin chrám. Vzniká skulptura zvaná „Dáma z Varky“.
- 2900 př. n. l. – Piktografické písmo se na tabulkách v Uruku a Džemdet Nasru změnilo na klínové. Objevují se první literární skladby. V Uruku byla vyrobena slavná „Alabastrová váza“.
- po 2800 př. n. l. – Při sporech o půdu rostoucích sumerských měst dochází k prvním bojům, jejichž odrazem je mýtus o pololegendárním uruckém králi Gilgamešovi. 1. dynastie z Uruku vykazuje na Sumerském královském seznamu několik jmen v čele s Gilgamešem. Uruk prožívá vrcholné období.
- asi do 2450 př. n. l. – 2. dynastie vládne v Uruku. Z nápisů doloženi Enšakušanna, Ergalkinišedudu a Lugalkisalsi. Anův zikkurát je přestavěn, vzniká Lugalkisalsiho socha. Poté vládne 3. dynastie, jejíž panovníci nejsou známi.
- 2350 př. n. l. – Král Lugalzagezzi, pocházející z Ummy si podrobil tehdy dominantní Lagaš a po porážce Uruku se v něm usadil. Měl snahu vytvořit velkou říši a pustošil Sumer, ale jeho snaha byla marná.
- 2340–2223 př. n. l. – Uruk je součástí semitské Akkadské říše.
- 2220 př. n. l. – Uruk získává nezávislost nad akkadským králem Šar-kali-šarrím.
- 2198–2110 př. n. l. – Horské kmeny Gutejců po zničení Akkadské říše zvolili Uruk za své sídelní město. Vládne tu jejich 4. dynastie urucká – Urningin, Urgigir, Kudda, Puzurilli a Urutu.
- 2116 př. n. l. – Utuchegal osvobozuje zemi a město od Gutejců, o pět let později je svržen Urnammuem z Uru.
- 2111–2003 př. n. l. – Uruk je součástí státu 3. dynastie urské a král Šulgi správní reformou vytváří z Uruku centrum jedné z pěti provincií (Ur, Uruk, Lagaš, Umma, Drehem).
- po 2000 př. n. l. – Většina sumerských měst je zničena nebo přešla pod nadvládu Amoritů.